# Emilio Sabourín
Emilio Sabourín del Villar (El Vedado, La Habana, Cuba, 5 de septiembre de 1853 – f. 15 de julio de 1897 en prisión) fue un segunda base y mánager en la Liga Cubana.
Desde pequeño le gustaba jugar béisbol y en su juventud se entrega al deporte y a las luchas por la Independencia de Cuba. 
Se desempeñaba como jardinero izquierdo en los equipos de La Habana, los cuales dirigió posteriormente en los primeros campeonatos oficiales, entre los años 1888-1889, 1889-1890 y 1891-1892, en los cuales emergió victorioso.
Las ideas libertarias de Sabourín y sus seguidores fueron conocidos y aplicados por la emigración cubana de Cayo Hueso, donde los hijos de los tabaqueros celebraban juegos los domingos, también con el objetivo de recaudar fondos que hacían llegar a las tropas mambisas.
Fue arrestado por España en 1896 y falleció el 15 de julio de 1897 en prisión.
En 1941 fue elegido miembro del Salón de la Fama del Béisbol Cubano en 1941.